# Донець Михайло Олександрович
Миха́йло Олекса́ндрович Доне́ць (нар. 20 вересня (3 жовтня) 1900, Полтава — 29 січня 1981, Кіровоград) — український режисер, актор. Заслужений артист УРСР (1940).

## Життєпис
Працював у трупі Миколи Садовського, у театрах Харкова, Одеси.
Очолював у 1949—1965 роках Кіровоградський український музично-драматичний театр, у 1965—1981 роках — самодіяльний театра у місті Олександрія Кіровоградської області.

## Ролі
- Іван («Суєта» Івана Карпенка-Карого).
- Гриць («Маруся Чурай» Микитенка).

## Вистави
- «Запорожець за Дунаєм» Семена Гулака-Артемовського (1938).
- «Маруся Богуславка» Михайла Старицького (1950).
- «Вій» за Миколою Гоголем (1959).
- «Шельменко-денщик» Григорія Квітки-Основ'яненка (1963).